# Wiesenthau
Wiesenthau er en kommune i Landkreis Forchheim i Regierungsbezirk Oberfranken i den tyske delstat Bayern. Den ligger nær floden Wiesent og er en del af Verwaltungsgemeinschaft Gosberg der har administratinsby i Pinzberg.

## Geografi
Wiesenthau ligger ved bjerget Walberla. I byen ligger Schloss Wiesenthau.

### Inddeling
- Schlaifhausen
- Wiesenthau

Nabokommuner er (med uret fra nord): Kirchehrenbach, Leutenbach, Pinzberg, Forchheim